# Hermann Pachen
Hermann Pachen (ur. 9 sierpnia 1896, zm. ?) – zbrodniarz hitlerowski, dowódca kolumny więźniów podczas ewakuacji obozu koncentracyjnego Flossenbürg i SS-Obersturmführer.
Członek NSDAP i SS od 1930, a Waffen-SS od stycznia 1940. 14–29 kwietnia 1945 dowodził drugą z kolumn więźniów podczas marszu śmierci z Flossenbürga. Kolumna składała się z ponad 3000 więźniów, w tym Niemców, Polaków, Czechów i Holendrów. Strażnicy podlegli Pachenowi zamordowali kilkuset więźniów, zgodnie z rozkazem, iż żaden więzień nie mógł znaleźć się w rękach aliantów.
W pierwszym procesie załogi Flossenbürga przed amerykańskim Trybunałem w Dachau Pachen za swoje zbrodnie został skazany na dożywotnie pozbawienie wolności.